# 高洪涛
高洪涛（1916年—1982年），男，祖籍江苏启东，生于上海，中国电影摄影师，曾任北京电影制片厂摄影师，中国电影家协会理事。